# Берчвуд (Вісконсин)
Берчвуд (англ. Birchwood) — селище (англ. village) в США, в окрузі Вошберн штату Вісконсин. Населення — 402 особи (2020).

## Географія
Берчвуд розташований за координатами 45°39′27″ пн. ш. 91°33′2″ зх. д. / 45.65750° пн. ш. 91.55056° зх. д. (45.657510, -91.550686).  За даними Бюро перепису населення США в 2010 році селище мало площу 3,26 км², з яких 2,81 км² — суходіл та 0,44 км² — водойми.

## Демографія
Згідно з переписом 2010 року, у селищі мешкали 442 особи в 200 домогосподарствах у складі 118 родин. Густота населення становила 136 осіб/км².  Було 290 помешкань (89/км²).
Расовий склад населення:
| - 98,2 % — білих - 1,1 % — корінних американців - 0,2 % — чорних або афроамериканців |

До двох чи більше рас належало 0,5 %. Частка іспаномовних становила 1,1 % від усіх жителів.
За віковим діапазоном населення розподілялося таким чином: 20,8 % — особи молодші 18 років, 57,9 % — особи у віці 18—64 років, 21,3 % — особи у віці 65 років та старші. Медіана віку мешканця становила 43,7 року. На 100 осіб жіночої статі у селищі припадало 93,9 чоловіків;  на 100 жінок у віці від 18 років та старших — 97,7 чоловіків також старших 18 років.
Середній дохід на одне домашнє господарство  становив 39 483 долари США (медіана — 27 368), а середній дохід на одну сім'ю — 44 573 долари (медіана — 36 250). Медіана доходів становила 35 938 доларів для чоловіків та 29 375 доларів для жінок. За межею бідності перебувало 19,3 % осіб, у тому числі 41,5 % дітей у віці до 18 років та 9,4 % осіб у віці 65 років та старших.
Цивільне працевлаштоване населення становило 190 осіб. Основні галузі зайнятості: виробництво — 25,3 %, освіта, охорона здоров'я та соціальна допомога — 15,8 %, роздрібна торгівля — 14,7 %.